# Tamme (Lääneranna)
Tamme is een plaats in de Estlandse gemeente Lääneranna, provincie Pärnumaa. De plaats heeft de status van dorp (Estisch: küla).
Tot in oktober 2017 behoorde Tamme tot de gemeente Koonga. In die maand ging Koonga op in de fusiegemeente Lääneranna.

## Bevolking
De ontwikkeling van het aantal inwoners blijkt uit het volgende staatje:
| Jaar            | 2000 | 2010 | 2011 | 2018 | 2020 | 2021 |
| --------------- | ---- | ---- | ---- | ---- | ---- | ---- |
| Aantal inwoners | 3    | 2    | 2    | < 4  | < 4  | < 4  |

## Ligging
Een deel van de plaats ligt in het natuurgebied Lavassaare hoiuala (84 km²), dat rijk is aan vogelsoorten. Een onderdeel van het natuurgebied is het moeras Kõima raba, dat ook voor een deel in Tamme ligt.

## Geschiedenis
Tamme werd in 1541 genoemd als Tamme Meus. In 1638 heette de plaats Tamme Laur  en in 1797 Tame. Ze was eerst een zelfstandige boerderij, daarna een boerderij op het landgoed van Kaima (Kõima), vanaf het begin van de 18e eeuw een dorp. Tussen 1977 en 1997 maakte Tamme deel uit van Ura.